# Algebraisches Element
Die mathematischen Begriffe algebraisches und transzendentes Element treten in der abstrakten Algebra auf und verallgemeinern das Konzept von algebraischen und transzendenten Zahlen.

## Definition
Sei {\displaystyle L/K} eine Körpererweiterung, {\displaystyle a\in L} ein Element.
Dann heißt {\displaystyle a} algebraisch über {\displaystyle K}, wenn es ein vom Nullpolynom verschiedenes Polynom mit Koeffizienten in {\displaystyle K} gibt, das {\displaystyle a} als Nullstelle hat.
Ein Element aus {\displaystyle L}, das nicht algebraisch über {\displaystyle K} ist, heißt transzendent über {\displaystyle K}.

## Beispiele
- Eine komplexe Zahl ist genau dann eine algebraische Zahl, wenn sie ein algebraisches Element in der Körpererweiterung {\displaystyle \mathbb {C} /\mathbb {Q} } ist.
- Die Quadratwurzel von 2 ist algebraisch über {\displaystyle \mathbb {Q} }, denn sie ist eine Nullstelle des Polynoms {\displaystyle X^{2}-2}, dessen Koeffizienten rational sind.
- Die Kreiszahl {\displaystyle \pi } und die Eulersche Zahl {\displaystyle e} sind transzendent über {\displaystyle \mathbb {Q} }. Sie sind aber algebraisch über {\displaystyle \mathbb {R} }, weil sie als reelle Zahlen definiert sind. Allgemeiner gilt:
- Jedes Element {\displaystyle a} des Körpers {\displaystyle K} ist algebraisch über {\displaystyle K}, denn es ist Nullstelle des linearen Polynoms {\displaystyle X-a}.
- Jede komplexe Zahl, die sich durch rationale Zahlen, die Grundrechenarten (Addition, Subtraktion, Multiplikation und Division) sowie durch Wurzelziehen (mit natürlichen Wurzelexponenten) bilden lässt, ist algebraisch über {\displaystyle \mathbb {Q} }.
- Aus der Galoistheorie folgt aber, dass es umgekehrt über {\displaystyle \mathbb {Q} } algebraische Zahlen gibt, die sich nicht auf diese Weise darstellen lassen; vergleiche hierzu den Satz von Abel-Ruffini.
- Über dem Körper {\displaystyle \mathbb {Q} _{p}} der p-adischen Zahlen ist {\displaystyle e} (als Grenzwert der Reihe der reziproken Fakultäten) algebraisch, denn für {\displaystyle p>2} ist {\displaystyle e^{p}} und für {\displaystyle p=2} ist {\displaystyle e^{4}} in {\displaystyle \mathbb {Q} _{p}} enthalten.
- Bildet man zu einem beliebigen Körper {\displaystyle K} den Körper der formalen Laurentreihen {\displaystyle K((X))}, so ist die formale Variable {\displaystyle X} ein transzendentes Element dieser Erweiterung.

## Eigenschaften
Die folgenden Bedingungen sind äquivalent für ein Element {\displaystyle a} aus {\displaystyle L} (einem Oberkörper von {\displaystyle K}):
- {\displaystyle a} ist algebraisch über {\displaystyle K}.
- Die Körpererweiterung {\displaystyle K(a)/K} hat endlichen Grad, d. h., {\displaystyle K(a)} ist als {\displaystyle K}-Vektorraum endlichdimensional.
- {\displaystyle K(a)=K[a]}

Dabei ist {\displaystyle K[a]} die Ringadjunktion von {\displaystyle a} an {\displaystyle K}, die aus allen Elementen von {\displaystyle L} besteht, die sich als {\displaystyle g(a)} mit einem Polynom {\displaystyle g} über {\displaystyle K} schreiben lassen. {\displaystyle K(a)} ist dessen Quotientenkörper in {\displaystyle L} und besteht aus allen Elementen von {\displaystyle L}, die sich als {\displaystyle g(a)/h(a)} mit Polynomen {\displaystyle g} und {\displaystyle h} über {\displaystyle K} ({\displaystyle h(a)} ungleich dem Nullpolynom) schreiben lassen.
Diese Charakterisierung kann genutzt werden, um zu zeigen, dass Summe, Differenz, Produkt und Quotient von über {\displaystyle K} algebraischen Elementen wieder algebraisch über {\displaystyle K} sind. Die Menge aller über {\displaystyle K} algebraischen Elemente von {\displaystyle L} bildet einen Zwischenkörper der Erweiterung {\displaystyle L/K}, den sogenannten algebraischen Abschluss in {\displaystyle L}. Dieser Begriff ist nicht zu verwechseln mit dem algebraischen Abschluss von {\displaystyle K}.

## Minimalpolynom
Ist {\displaystyle a} algebraisch über {\displaystyle K}, dann gibt es genau ein normiertes Polynom aus {\displaystyle K[X]} mit kleinstem Grad {\displaystyle n\in \mathbb {N} } und Nullstelle {\displaystyle a}, dieses heißt „das Minimalpolynom von {\displaystyle a} über {\displaystyle K}“. Man bezeichnet {\displaystyle a} auch als algebraisches Element vom Grad {\displaystyle n} bezüglich {\displaystyle K}. {\displaystyle K(a)} hat als Vektorraum über {\displaystyle K} die Dimension {\displaystyle n}, eine mögliche Basis ist {\displaystyle \{1,a,a^{2},\dotsc ,a^{n-1}\}}. Also ist der Erweiterungsgrad von {\displaystyle K(a)/K} ebenfalls gleich {\displaystyle n}.

## Beispiel
{\displaystyle a={\sqrt {2}}+{\sqrt {3}}} ist ein algebraisches Element vom Grad 4 über {\displaystyle \mathbb {Q} }, denn aus
{\displaystyle a^{2}=5+2{\sqrt {6}}}
{\displaystyle a^{3}=11{\sqrt {2}}+9{\sqrt {3}}}
{\displaystyle a^{4}=49+20{\sqrt {6}}}
ergibt sich das Minimalpolynom
{\displaystyle X^{4}-10X^{2}+1},
also ein Polynom 4. Grades. Damit ist {\displaystyle \{1,a,a^{2},a^{3}\}} eine Basis von {\displaystyle \mathbb {Q} \left({\sqrt {2}}+{\sqrt {3}}\right)} als Vektorraum über {\displaystyle \mathbb {Q} }. Eine andere mögliche Basis ist {\displaystyle \{1,{\sqrt {2}},{\sqrt {3}},{\sqrt {6}}\}}, d. h.,
{\displaystyle \mathbb {Q} \left({\sqrt {2}}+{\sqrt {3}}\right)=\{a+b{\sqrt {2}}+c{\sqrt {3}}+d{\sqrt {6}}\mid a,b,c,d\in \mathbb {Q} \}}
und {\displaystyle \mathbb {Q} \left({\sqrt {2}}+{\sqrt {3}}\right)/\mathbb {Q} } ist eine Körpererweiterung vom Grad 4.

## Verallgemeinerung
In Ringerweiterungen kann der Begriff des ganzen Elementes definiert werden. Fasst man eine Körpererweiterung als Ringerweiterung auf, so ist ein Element dort genau dann ganz, wenn es ein algebraisches Element der Körpererweiterung ist.